# جيف فولي
جيف فولي (11 أكتوبر 1967 في أستراليا - ) (بالإنجليزية: Geoff Foley)‏ هو لاعب كريكت أسترالي. لعب مع تشيشير وكوينزلاند ونادي مارليبون للكريكت ‏.

## وصلات خارجية
- جيف فولي على موقع إي آس بي آن كريك إنفو (الإنجليزية)